# 时代报 (智利)
时代报（西班牙語：El Siglo）是智利的一份报纸，为智利共产党中央委员会机关报。该报创刊于1940年8月31日。1948年7月14日，因为反共法律《保卫民主法》的实行而停刊。1949年9月10日，该报开始秘密出版。1952年10月25日，该报再次公开发行。1973年智利政变后，该报再次被取缔，但在奥古斯托·皮诺切特的独裁统治下继续秘密出版。1989年，该报复刊，以周报形式发行
。